# Haugaland
Haugaland (Haugalandet) est un district traditionnel situé sur la côte ouest de la Norvège. Haugaland est l'un des 15 districts traditionnels situés dans la région de Vestlandet.

## Localisation
Haugaland est une péninsule située entre Bømlafjord à Hordaland et Boknafjord en Rogaland. Il est bordé à l'est de l'isthme entre Ølensfjord et Sandeidfjord. Elle est limitée par le Hardangerfjord au nord, Boknafjord au sud et à l'arrondissement de Hardanger à l'intérieur des terres.
Administrativement Haugaland s'étend sur les parties des comtés de Hordaland et Rogaland. Sont inclus dans Haugaland les municipalités de Etne et Sveio à Hordaland et les municipalités de Haugesund, Karmøy, Utsira, Tysvær, Bokn, Sauda, et Vindafjord en Rogaland. En 2006, il y avait 96 423 habitants dans Haugaland.

## Administration

### Conseil du Haugaland
Haugaland Conseil (Haugalandrådet) est l'organe consultatif pour les neuf municipalités qui composent Haugaland. Les membres du Conseil sont les maires et les conseillers municipaux. Haugaland Conseil contribue à la coopération entre les communes membres, et de préserver les intérêts de la région par rapport aux régions voisines, les comtés et les organismes nationaux.

### Tribunal du district du Haugaland

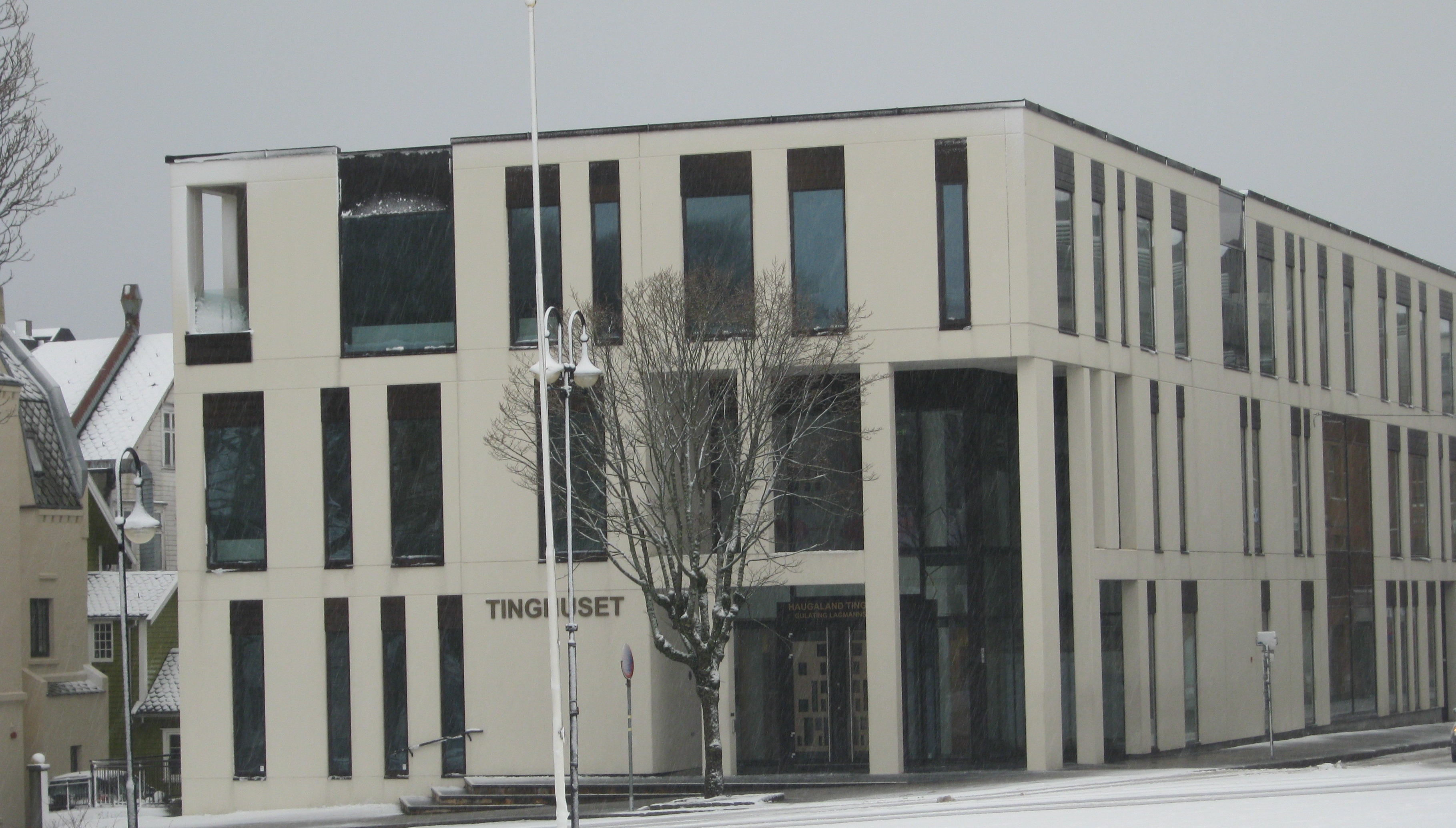
Tribunal de district de Haugaland

Le tribunal de district de Haugaland (Haugaland tingrett) est le tribunal local de la Justice pour le district traditionnel de Haugaland. Le palais de justice est situé à Haugesund à la place de la mairie. Le tribunal de district de Haugaland a compétence sur les municipalités de Bokn, Etne, Haugesund, Karmøy, Sauda, Suldal, Tysvær, Utsira, et Vindafjord. Les décisions de la Cour peut être contestée devant la Cour d'appel basé à Bergen, qui couvre les comtés de Hordaland, Sogn og Fjordane et Rogaland.

## Sport
Le Haugaland Handball Club a été fondé en l'an 2000. C'est un club de handball sur Haugaland. Le club a joué dans la Première League de handball pour les hommes de 2006 à 2010 et de nouveau à partir de 2012. Son surnom est « HHK ».